# Jedanaesti saziv Hrvatskog sabora
Jedanaesti saziv Hrvatskog sabora svečano je konstituiran 16. svibnja 2024. Saziv je nastao nakon parlamentarnih izbora 17. travnja 2024., a sastoji se od 151 zastupnika izabranog u 12 izbornih jedinica. Sabor je na prvo zasjedanje sazvao predsjednik Republike Hrvatske Zoran Milanović.
Nakon konstituiranja Sabora zastupnik Mislav Kolakušić (PiP) podnosu ostavu, a mijenja ga Dražen Dizdar (PiP), koji kasnije podnosi ostavku te  stranka Pravo i pravda ostaje bez mandata, a Sabor umjesto 151 čini 150 zastupnika/ca.

## Vodstvo Hrvatskog sabora
Predsjednik Hrvatskog sabora Gordan Jandroković (HDZ) izabran je 16. svibnja 2024. sa 144 glasa "za" i 6 "protiv".
Potpredsjednici Sabora iz skupine vladajućih jesu bivši predsjednik Sabora Željko Reiner (HDZ), Ivan Penava (DP) i Furio Radin (zastupnik talijanske manjine), a iz oporbe Sabina Glasovac (SDP) i Siniša Hajdaš Dončić (SDP).

## Sastav

### Po političkim strankama
| Koalicija             | Koalicija                  | Stranka                    | Mandati stranke | Mandati koalicije |
| --------------------- | -------------------------- | -------------------------- | --------------- | ----------------- |
|                       | Koalicija HDZ-a            | HDZ                        | 55              | 61                |
| HDS                   | Koalicija HDZ-a            | 1                          |                 | 61                |
| HSLS                  | Koalicija HDZ-a            | 2                          |                 | 61                |
| HNS                   | Koalicija HDZ-a            | 1                          |                 | 61                |
| HSU                   | Koalicija HDZ-a            | 1                          |                 | 61                |
| Marijana Petir        | Koalicija HDZ-a            | 1                          |                 | 61                |
|                       | Rijeke pravde              | SDP                        | 37              | 42                |
| Centar                | Rijeke pravde              | 2                          |                 | 42                |
| DO i SIP              | Rijeke pravde              | 1                          |                 | 42                |
| GLAS                  | Rijeke pravde              | 1                          |                 | 42                |
| HSS                   | Rijeke pravde              | 1                          |                 | 42                |
|                       | DP, DOMiNO i nezavisni     | Domovinski pokret          | 10              | 13                |
| DOMiNO                | DP, DOMiNO i nezavisni     | 2                          |                 | 13                |
| nezavisni             | DP, DOMiNO i nezavisni     | 1                          |                 | 13                |
|                       | Most, HS i ostali          | Most                       | 8               | 11                |
| HS                    | Most, HS i ostali          | 2                          |                 | 11                |
| Marija Selak Raspudić | Most, HS i ostali          | 1                          |                 | 11                |
|                       | Možemo!                    | Možemo!                    | 10              | 10                |
|                       | IDS                        | IDS                        | 2               | 2                 |
|                       | Nezavisna platforma Sjever | Nezavisna platforma Sjever | 2               | 2                 |
|                       | Fokus                      | Fokus                      | 1               | 1                 |
|                       | Nacionalne manjine         | SDSS                       | 3               | 8                 |
| nezavisni             | Nacionalne manjine         | 5                          |                 | 8                 |
| Ukupno                | Ukupno                     | Ukupno                     | 150             | 150               |

Napomena: Nakon izbora, a prije konstituiranja Sabora zastupnici Nino Raspudić (Most), Vesna Vučemilović (HS) i Josip Jurčević (DP) napustili su svoje stranke. Nakon konstituiranja Sabora zastupnik Mislav Kolakušić (PiP) podnosu ostavu, a mijenja ga Dražen Dizdar (PiP), koji kasnije podnosi ostavku te  stranka Pravo i pravda ostaje bez mandata, a Sabor umjesto 151 čini 150 zastupnika/ca.